# Logis de Bégrolles
Le Logis de Bégrolles est un logis situé dans la commune de Bégrolles-en-Mauges, en Maine-et-Loire.